# Miguel Antonio Caro
Miguel Antonio Caro Tobar (Bogotà, 10 novembre 1843 – Bogotà, 5 agosto 1909) è stato uno scrittore e politico colombiano.
Direttore de El tradicionalista dal 1871 al 1875, fu senatore e presidente del Consiglio di Stato. Nel 1893 divenne vicepresidente del Paese e nel 1894 ne fu eletto presidente.

## Biografia
Figlio dello scrittore e fondatore del Partito Conservatore Colombiano José Eusebio Caro, durante l'infanzia non ebbe l'opportunità di conseguire studi in istituti regolari.
Nonostante ciò, ebbe la fama di essere un uomo molto acculturato, in particolar modo nei campi della letteratura, linguistica ed oratoria, che gli valsero una laurea honoris causa in Lettere e Giurisprudenza. Nel corso della sua vita scrisse numerose opere, in particolare saggi letterari e sociologici; spicca una traduzione di Virgilio del 1873 considerata la migliore in spagnolo.
Fondò assieme a José Manuel Marroquín e José María Vergara l'Accademia Colombana della Lingua, e fu direttore del giornale conservatore El tradicionalista per quattro anni, dal 1871 al 1875.
Si sposò con Ana de Narváez y Guerra, dalla quale ebbe due figli, tra cui il banchiere Julio Caro. 

## Attività politica
Membro del Partito Conservatore, partecipò alla scrittura della Costituzione del 1886, documento che tra i vari provvedimenti cambiò il nome dello Paese da Stati Uniti di Colombia a Repubblica della Colombia.
Nel 1892 viene elettro Vicepresidente della Repubblica Colombiana, durante il governo del Presidente Rafael Núñez, prendendone poi il posto alla sua morte.
Seguì una politica di legalizzazione e gestione per quanto riguarda alcolici e tabacchi, restaurando nel 1893 l'Estanco de Tobaco, e operò attivamente per censurare i mezzi di espressione dell'opposizione, in particolare la stampa, sfruttando la cosiddetta "legge dei cavalli".
Ciò gli fruttò diverse critiche da parte non solo del Partito Liberale, ma anche da esponenti della sua stessa corrente politica, come il ministro Carlos Martínez Silva e Marceliano Vélez; questi ultimi furono tra i politici che scrissero il manifesto di critica "Motivos de la Disidencia" ("Motivi di Dissenso"), conosciuto anche come "Manifesto dei 21", dal numero dei firmatari.
In seguito al fatto, forse per motivi di salute della moglie più che per sdegno, Caro decise di ritirarsi a tempo indeterminato nella città di Sopó, nominando il 12 marzo 1896 come sostituto il generale Quintero Calderòn. Questi nominò come ministro del governo Abraham Moreno, partecipante al Manifesto dei 21, scatenando una forte reazione nell'ex-Presidente che già il 17 marzo dello stesso anno riprese la carica. L'avvenimento passò alla storia come il "Governo dei Cinque Giorni", in riferimento alla brevissima durata del mandato.
Nel 1898 lasciò il governo a Manuel Antonio Sanclemente.

## Opere[5]
- Poesías (1866);
- Estudio sobre el utilitarismo (1869);
- Horas de amor (1871);
- El parricidio (1880);
- Traducciones poéticas (1889).